# Wspólnota religijna
Wspólnota religijna – stowarzyszenie osób połączonych jednakowymi przekonaniami religijnymi, wspólnym sprawowaniem kultu, wspólnym dążeniem do określonego celu religijnego i zbliżonym stylem życia. Wspólnota religijna może mieć charakter formalny, nieformalny, terytorialny, personalny. Wspólnotami religijnymi potocznie nazywa się również religie, wyznania, denominacje religijne, związki wyznaniowe i Kościoły.
W Kościele katolickim wspólnotami religijnymi są w sposób szczególny: diecezje, parafie, prałatury personalne, instytuty życia konsekrowanego, stowarzyszenia życia apostolskiego i stowarzyszenia wiernych. Ich działalność reguluje Kodeks Prawa Kanonicznego w Księdze II „Lud Boży”. 